# Palonica deserta
Palonica deserta är en insektsart som beskrevs av Frederick Byron Plummer. Palonica deserta ingår i släktet Palonica och familjen hornstritar. Inga underarter finns listade i Catalogue of Life.